# Míla Myslíková
Míla Myslíková, född 14 februari 1933 i Třebíč, Tjeckoslovakien, död 11 februari 2005 i Prag, Tjeckien, var en tjeckisk skådespelare.
Hon var utbildad vid Janáckova akademie múzických umení v Brne (Scenkonstakademien i Brno). Hon filmdebuterade 1954 och kom framförallt att bli en populär birollsskådespelare i tjeckoslovakisk film under flera decennier framöver. Hon dök upp som fru till filmernas huvudkaraktärer, eller i färgstärka mindre roller som frispråkiga kvinnor. En av hennes kändaste roller kom att bli som Safrankova, modern till karaktären Štěpán i en serie av fyra komedifilmer av Dušan Klein som alla innehöll ordet "poet" i titeln under åren 1982-1987.

## Filmografi, urval
- 1968 – Nyckfull sommar
- 1969 – Lärkmarionetter
- 1969 – Spalovac mrtvol
- 1972 – Flicka med kvast
- 1975 – Askungen och de tre nötterna
- 1975 – Jak utopit dr. Mrácka aneb Konec vodníku v Cechách
- 1976 – Sommarstället
- 1976 – Sommar med en cowboy
- 1976 – Marecku, podejte mi pero!
- 1981 – Arabela (TV-serie)
- 1982 – Jak svet prichází o básníky
- 1985 – Vår lilla by
- 1985 – Jak básníci pricházejí o iluze
- 1988 – Jak básníkum chutná zivot